# Turanga Leela
Pour les articles homonymes, voir Leela (homonymie).
 (mars 2024).
Si vous disposez d'ouvrages ou d'articles de référence ou si vous connaissez des sites web de qualité traitant du thème abordé ici, merci de compléter l'article en donnant les références utiles à sa vérifiabilité et en les liant à la section « Notes et références ».
Turanga Leela, souvent désignée simplement sous le nom de Leela, est une cyclope et l'un des personnages principaux de la série télévisée de science-fiction Futurama. Elle est le capitaine du vaisseau de livraison de Planet Express.

## Origine de son nom
Leela est considéré comme son prénom et Turanga comme son nom de famille, car ses parents se nomment Turanga Morris et Turanga Munda. Sa culture emploie, pour son nom, "l'ordre oriental", c'est-à-dire que le nom précède le prénom. Son nom pourrait aussi s'inspirer de l'œuvre orchestrale "Turangalîla-Symphonie", écrite par le compositeur français Olivier Messiaen. Le titre de l'oeuvre est dérivé de deux mots de sanskrit, "turanga et lîla", l'ensemble signifiant littéralement "la chanson de l'amour et l'hymne de la joie, du temps, du mouvement, du rythme, de la vie, et de la mort". À l'origine, son nom de famille n'était pas connu ; on peut donc penser que c'est une idée postérieure des scénaristes. 
Lila signifiant lilas en espagnol, suédois, hongrois, finnois, allemand etc., son nom pourrait être inspiré par sa couleur de cheveux, ou vice-versa. "Leela" peut aussi être un hommage à un des compagnons du Doctor Who, également appelé Leela, car le créateur de Futurama, Matt Groening, est un fan de cette série de science-fiction britannique.

## Biographie
Leela est une cyclope d'origine mutante et la seule connue de l'univers. Elle est née dans les vieux égouts de New York, dans une société de mutants qui ont interdiction de se mêler aux humains en surface en raison de leurs anomalies génétiques. Leela étant la moins atteinte - son œil unique étant la seule différence entre elle et un humain - ses parents ont décidé de l'abandonner et de la confier à l'Orphelinarium (orphelinat) de Cookieville pour lui épargner une vie difficile dans les égouts. Munda, la mère de Leela, avait joint aux couvertures de sa fille une note écrite en extraterrestre pour la faire passer pour une alien. Ce mot disait "Tes parents qui t'aiment très fort". Le stratagème a bien fonctionné puisque personne n'avait jamais mis en doute les origines soi-disant extraterrestres de Leela. Munda et Morris Turanga ont étroitement surveillé la jeunesse de Leela en intervenant périodiquement pour la protéger ou pour lui offrir anonymement des cadeaux. Leela découvre ses parents et sa véritable nature dans l'épisode "Retrouvailles" .
Enfant, elle a appris à se battre pour se défendre contre les moqueries répétées des autres enfants de l'orphelinarium à propos de son œil. Adolescente, Leela s'est entrainée aux arts martiaux dans l'"Arcturan Kung-Fu", réussissant malgré la misogynie de son professeur qui pense que "seuls les hommes peuvent avoir l'esprit du guerrier". 
En tant qu'adulte, Leela pourrait être considérée comme une femme très attirante si on excepte qu'elle n'a qu'un œil, la raison apparente de son manque d'expérience amoureuse bien que Fry la préfère avec son œil unique plutôt qu'avec deux (cf. "Les orphelins"). Leela a d'abord travaillé au centre cryogénique où elle rencontré Fry pour la 1re fois, puis a abandonné son travail d'officier d'attribution de destin pour aller travailler comme pilote chez Planet Express. Elle est physiquement très forte, mais son œil fait qu'elle a un défaut d'appréciation des distances. Cela ne semble néanmoins pas lui poser de problèmes dans le pilotage du vaisseau de livraison de Planet Express.
Le brassard que porte en permanence Leela recouvre un bracelet offert à sa naissance par son père. Il n'a pas de nom ; dans l'épisode "Délicieux enfants" elle parle de "l'appareil que je porte au poignet", et dans "Le trèfle à sept feuilles" elle dit "si jamais on ne trouve rien, il y a un tétris dans ce truc". Il semble cependant d'une grande importance dans certains épisodes, comme dans "L’inspectrice de l’administration centrale"  ou "Le trèfle à sept feuilles" . Amy Wong semble en porter un similaire, mais plus petit ; elle l'utilise dans "Kiff et le polichinelle dans le tiroir " pour planifier sa nouvelle vie de mère. Cependant, dans le troisième film (Prenez Garde Au Seigneur Des Robots), lorsque Leela a fini de se servir de la pompe à carburant robotique, celle-ci annonce : "Nous facturons votre transpondeur" tout en envoyant une décharge électrique au brassard qu'elle porte.
Leela est également connue pour avoir une personnalité très fouineuse. Ce petit défaut se révèle en fait souvent positif car sa tendance à se mêler des affaires de Fry lui sauve souvent la vie.
Intelligente et autoritaire, elle a beaucoup de caractère. Au fil des cinq saisons, on apprend que son personnage est plus complexe qu'il n'y paraît. Elle est moins forte et compréhensive qu'on ne pourrait le croire et elle fléchit sur certains principes qui régissent strictement sa vie pour plus de couleurs et de joie de vivre (comme dans l'épisode "Les affranchis de Dieu" où faute de faire changer Fry d'avis, elle préfère suivre "la voie de la folie"). Ses choix dans la vie ne sont pas toujours certains et dans ce cas elle les joue à pile ou face. Dans le film Prenez Garde Au Seigneur Des Robots, elle se voit forcée de porter un collier qui lui inflige une décharge de 50 000 volts chaque fois qu'elle a "une pensée agressive, une pensée profane ou une pensée perverse" afin de pouvoir contrôler sa colère.
Leela adore son petit « animal » de compagnie, Nibbler, qu'elle a trouvé sur Vergon 6 dans l'épisode "Victime de l'amour perdue dans l'espace" .
Enfin, Leela a des dizaines d'enfants biologiques qu'elle a eus involontairement avec Kif Kroker, à la suite du fait que ce dernier lui ait touché la main sans porter de gants (cf. l'épisode "Kiff et le polichinelle dans le tiroir").
Elle est devenue temporairement aveugle dans l'épisode "Bender s'affranchit" de la saison 2 et tombera temporairement dans le coma au début de la saison 6 et sera remplacée par un robot.

## Vie sociale et amoureuse
Leela s'entend bien avec ses collègues de travail, même si elle peut se montrer jalouse d'Amy Wong (et réciproquement). Elle est très proche de Fry et de son ami Bender.
Leela a brossé dans certains épisodes le portrait de l'homme idéal. Ce dernier doit avoir confiance en lui, posséder moins de cinq yeux et avoir un certain talent musical. Un homme politique serait aussi le bienvenu. 
La vie amoureuse de Leela est au cœur de certains épisodes, et est un des moteurs de la série. Ses deux principaux prétendants sont Fry et Zapp Brannigan.

### Philip J. Fry
Bien qu'elle et Fry aient partagé plusieurs moments intimes durant la série, celui-ci n'a toujours pas réussi à la convaincre qu'il est l'homme idéal. Plusieurs épisodes tournent autour de leur relation :
Durant la croisière sur le Titanic dans l'épisode Titanic 2, Fry se fait passer pour le petit ami de Leela pour la sauver des avances de Zapp Brannigan. Il s'est aussi présenté comme le petit ami d'Amy Wong, ce qui a rendu Leela jalouse. Fry lui déclare ensuite que leur fausse relation est beaucoup plus importante que la fausse relation qu'il entretient avec Amy.
Fry achète un cadeau (un perroquet) pour demander pardon à Leela de son comportement dans l'épisode Contes de Noël, mais ils sont pris en chasse par le Robot Père Noël qui veut les tuer. Ils sont prêts à s'embrasser car ils se trouvent sous une branche de gui, mais le Père Noël ne leur en laisse pas le temps. 
Dans l'épisode Histoires formidables I, Amy Wong se sert de l'Ordimagineur, un des gadgets du Professeur Hubert Farnsworth pour savoir ce qui arriverait si Leela était légèrement plus impulsive. Le résultat est sans appel : après qu'elle a massacré tout le personnel de Planet Express (sauf Fry) on aperçoit une scène où Leela et Fry sont ensemble, au lit. Mais les derniers instants de cette séquence laissent entendre qu'elle se serait montrée ensuite beaucoup plus "impulsive et aurait tué Fry.
Dans l'épisode Les dérapages du temps, Leela confie au Docteur Zoidberg qu'elle "aime son charme enfantin, mais déteste son comportement puéril". Plus tard, tous deux se marient, mais à cause de sauts dans le temps, ils ne peuvent plus se rappeler ce qui les a poussés à franchir le pas. Fry voulait rester avec Leela, mais celle-ci demande rapidement le divorce. À la fin de l'épisode, Fry, qui pilote le vaisseau, découvre enfin ce qui a poussé Leela a accepté le mariage, il avait écrit "I love U" avec des étoiles, mais Leela ne voit pas son message.
Dans Parasites perdus, des vers intelligents se retrouvent dans le corps de Fry après que celui-ci a mangé un vieux sandwich avarié. Ces parasites le rendent plus intelligent, plus musclé, et améliorent ses capacités physiques et mentales, si bien que Fry peut enfin dire à Leela ce qu'il ressent pour elle. Cette dernière est séduite par le changement qu'elle observe chez le jeune homme. Malheureusement, Fry se demande si Leela l'aime véritablement ou si elle aime l'homme qu'il est devenu. Pour le savoir, il se débarrasse des vers et redevient bête et maladroit, à tel point que Leela, prête à pousser leur relation un peu plus loin, l'éconduit.
Plusieurs des épisodes semblent indiquer que Fry et Leela finiraient par se mettre réellement ensemble, étant donné leur relation dans la toute dernière saison où ils deviennent sensiblement plus proches.
Dans le dernier film, Leela dit à la fin qu'elle aime Fry, et l'embrasse. À la fin de la saison 6, ils semblent entamer une relation sérieuse après que Bender leur ait prédit leur avenir ensemble.
Dans le premier épisode de la saison 6, Fry trompe malencontreusement Leela avec un avatar robot. Jalouse, Leela pensait a rompre avec lui, mais seulement, ses sentiments pour Fry vaut plus que par celle de son avatar.
À l'inverse, Leela peut se montrer dure envers Fry :
Dans "Terreur sur la planète robot", elle dit que le cas de Fry est déjà scellé (la mort) et qu'elle est non-humaine.
Dans "L'enfer, c'est les autres robots" Leela accepte sans hésiter de sacrifier Fry si elle perd un concours de violon contre le diable pour sauver Bender des griffes de ce dernier.

### Zapp Brannigan
Leela fait sa connaissance dans l'épisode Victime de l'amour perdue dans l'espace. Leela, Fry et Bender se retrouvent sur le vaisseau spatial "Nimbus" où ils rencontrent le célèbre capitaine Zapp Brannigan. Leela, qui connaît la réputation du Capitaine Brannigan, espère faire une rencontre intéressante... Néanmoins, la jeune cyclope découvre rapidement que Brannigan a usurpé cette réputation et qu'il ne la doit qu'à la chance. 
Brannigan fait arrêter l'équipage de Planet Express pour avoir défié la "Loi de Brannigan", loi idiote dont il est l'auteur et qui interdit de s'occuper des mondes sous-développés, en l'occurrence Vergon 6; et envoie la jeune femme en prison.
Peu après, Zapp essaye de monter un plan "pour la séduire". Il l'invite donc dans sa chambre, son "Lovenasium", mais Leela reste de glace. Désespéré, le capitaine fond en larmes, Leela essaye de le consoler et... se réveille le lendemain, mortifiée, aux côtés de Brannigan. Celui-ci s'est réjoui impitoyablement de sa conquête, annonçant même l'évènement dans son blog. Il pense aussi que Leela est la seule femme « qui l'ait jamais aimé... du moins, physiquement ».

### Autres liaisons
- Alcazar

Dans l'épisode Le mariage de Leela ; Leela a eu une brève relation avec un "homme" appelé Alcazar, qui s'était présenté comme étant le dernier cyclope existant dans l'univers, sans compter Leela. Après l'avoir séduite, en lui racontant notamment que leur mariage était la seule façon de préserver la race des cyclopes, Alcazar a changé de comportement et est devenu rude et macho. Fry, qui l'avait soupçonné depuis le début, interrompt la cérémonie de mariage en amenant avec lui les quatre autres extra-terrestres que le Don Juan avait prévu d'épouser. Alcazar, qui peut se métamorphoser à volonté, essaye de les tromper, mais est finalement obligé d'avouer qu'il voulait épouser cinq femmes pour qu'elles nettoient ses cinq châteaux.
Leur histoire est une parodie de la série télévisée américaine Mariés, deux enfants dans laquelle Ed O'Neill et Katey Sagal (la voix originale de Leela) tenaient les premiers rôles. Leela est même représentée avec l'apparence typique de Peggy, et s'adresse à Alcazar en l'appelant "Aaaal", comme Peggy avec son mari Al Bundy. Le nom d'"Alcazar" fit référence au nom du château royal de Séville, "Alcázar". L'histoire fausse que raconte Alcazar sur les cyclopes, y compris celle du scientifique brillant qui envoie un enfant sur Terre pour le sauver, fait référence à Superman.
- Shaun

Leela aurait aussi eu une histoire d'amour passée avec un certain Shaun. Cette aventure aurait été très marquante et aurait terminé d'une manière assez traumatisante.  Leela y fait référence dans certains épisodes. Notamment dans Un amour de vaisseau quand elle tente de consoler le vaisseau de Planet Express après sa rupture avec Bender et dans C’est si dur d’être un crustacé amoureux quand Fry enseigne le b-a-ba de la drague au Docteur Zoidberg. Il apparaît dans le quinzième épisode de la saison 7.
- Lars Filmore

Dans le film La Grande Aventure de Bender (Bender's Big Score), sorti aux États-Unis le 24 novembre 2007 en direct-to-DVD, Leela rencontre Lars Filmore, responsable des têtes en bocal à l'hôpital de New-New-York ainsi qu'au musée des têtes. Très vite, Leela tombe follement amoureuse du bel homme. Elle le préfère à Fry parce que Lars est bien plus mature que celui-ci. Et pour cause, Lars se révèle en fait être le clone temporel de Fry, créé par un paradoxe de l'écrivain [Fry en remontant dans le temps se serait disputé avec son double du passé (le futur Lars) sur le fait qu'il ne faut pas s'amuser avec le temps], revenu dans le futur grâce à la cryogénie car Leela lui manquait trop.
Malheureusement, tous les doubles temporels étant condamnés, Lars finira par mourir en se faisant exploser avec Nudar, l'arnaqueur nudiste, pour sauver Leela de celui-ci. Les aveux dans son testament et son tatouage de Bender sur sa fesse droite permettront à Leela et aux autres personnages de comprendre que Lars est Fry. Ainsi, dans son dernier souffle, Lars confirme les dires de Fry tout au long du film. C'est-à-dire qu'un jour il ne sera "plus immature" et que Leela et lui sont "faits pour terminer ensemble".